# Област Љеш
Област Љеш (алб. Rrethi i Lezhës, Љеж) је једна од 36 области Албаније. Има 68.000 становника (процена 2004), и површину од 479 km². На северозападу је земље, а главни град је Љеш. Међу значајнијим местима у овој области је Свети Јован (Шенђин).
Обухвата општине: Балдрен и Ри (Нови Балдрен), Бљиништ (Блиниште), Дајч, Зејмен, Каљмети, Кољш, Љеш (Љеш), Унгреј, Шенђин (Свети Јован) и Шенкол (Свети Никола).